# François Régis Hutin
 (décembre 2015).
Pour les articles homonymes, voir Hutin.
François Régis Hutin, né le 26 juin 1929 à Rennes où il est mort le 10 décembre 2017,, est un journaliste et patron de presse français, président du directoire du grand quotidien régional Ouest-France.

## Biographie
Deuxième des cinq enfants de Paul Hutin-Desgrées (1888-1975), fondateur du quotidien Ouest-France et  député MRP du Morbihan de 1946 à 1955, il est le petit-fils d'Emmanuel Desgrées du Loû (1867-1933), commissaire de la Marine à Vannes, puis avocat à Rennes, cofondateur avec l'abbé Trochu, vicaire à Vitré, de L'Ouest-Éclair en 1899 (journal interdit à la Libération pour collaboration, repris ensuite sous le titre de Ouest-France).
Ancien élève du lycée Saint-Vincent de Rennes, il entre au séminaire de la Mission de France à Lisieux en 1948 et y passe deux années. Il fait son service militaire dans les commandos coloniaux parachutistes, avec le grade d'aspirant. Il embarque sur le Pei-ho des Messageries maritimes comme postal et part pour l'Australie et l'Extrême-Orient. À son retour, après une année de philosophie au séminaire universitaire de Lyon, il embarque sur le navire Ville du Havre de la nouvelle compagnie Havraise Péninsulaire comme garçon d'office et part pour Madagascar, l'océan Indien, etc. À son retour, il s'inscrit à la Sorbonne à Paris, où il obtient des certificats de sociologie, histoire économique, géographie économique, puis à l'université de Poitiers où il obtient le certificat de psychologie sociale, tout en réalisant des enquêtes sociologiques pour la C.O.F.R.O.R et Économie Humaniste. Il entre à Ouest-France comme journaliste stagiaire en 1961. Il en  gravit les échelons rapidement, devenant directeur général adjoint en 1965, puis directeur général en 1970, sous la présidence de Louis Estrangin. Il est nommé PDG d'Ouest-France en 1984.
Il a constitué autour du quotidien l'un des groupes de presse les plus importants de la presse française. Ce groupe réunit, notamment, quatre autres quotidiens, Presse-Océan, Le Courrier de l'Ouest et Le Maine libre, que dirige son gendre Matthieu Fuchs, ainsi que La Presse de la Manche ; 79 hebdomadaires locaux à travers sa filiale Publihebdos ; la société Spir Communication, éditrice de journaux gratuits et de sites Internet ; la régie publicitaire Précom ; les Éditions Ouest-France ; le quotidien gratuit 20 minutes, en association avec le groupe de presse norvégien Schibsted. Le groupe est aussi propriétaire des radios Hit West, Cristal, Cocktail FM et Océane FM.
François Régis Hutin signe régulièrement à la une de Ouest-France et notamment le samedi, des éditoriaux dans lesquels il affiche ses convictions chrétiennes et ses engagements notamment en faveur de l'Europe et de la liberté de l'enseignement. Il a mis également son journal au service de son combat contre la peine de mort et la torture ou pour l'amélioration des conditions de vie dans les prisons. Il publie aussi régulièrement de grands reportages réalisés le plus souvent à l'étranger, dans des pays déshérités ou victimes de catastrophes. Il joue ainsi un rôle de conviction pour l'adoption du traité de Maastricht par les électeurs de l'Ouest de la France.
« On chercherait en vain quelqu'un qui lui ressemble : à la fois homme d'affaires, éditorialiste, grand reporter, chroniqueur religieux... » note L'Express, qui le dépeint également comme « un journaliste qui se méfie des journalistes, un démocrate autocrate, un bourgeois qui déteste l'argent, un catholique sans états d'âme, un timide aussi chaleureux qu'ombrageux ».
Le 28 octobre 2016, François Régis Hutin annonce qu'il quitte ses fonctions opérationnelles pour se consacrer à l'éditorial.
Il meurt le 10 décembre 2017 à 88 ans, son décès étant annoncé par la rédaction d'Ouest-France le lendemain. Il est enterré à Rennes, au cimetière du Nord.

## Distinctions
François Régis Hutin est officier de la Légion d'honneur. Le 6 octobre 2006, en lui remettant sa décoration à l'Élysée, le président Jacques Chirac salue « ce remarquable dirigeant mais également ce grand témoin, ce militant humaniste et cet éditorialiste engagé ».
Le 11 novembre 2010, il est fait commandeur dans l'Ordre national du Mérite. Le président Nicolas Sarkozy lui remet ses insignes le 9 novembre 2011 à l'Élysée. Il dit honorer « un grand journaliste et un grand patron de presse », qui incarne « la vitalité de la presse et de la vie démocratique » dans notre pays. Et d'ajouter : « Vous prouvez qu'il est possible de rencontrer le succès sans tomber dans les travers de la facilité, du sensationnel et de la vulgarité. » .
Le 29 juin 2004, il est promu commandeur de l'ordre des Arts et des Lettres par arrêté du ministre de la Culture et de la Communication Renaud Donnedieu de Vabres,.
Le 18 janvier 2019, son nom est donné au grand auditorium du centre des congrès de Rennes Métropole, installé dans le Couvent des Jacobins, au cours d'une cérémonie en présence de sa veuve Jeanne-Françoise Hutin, de sa famille, du président d’Ouest-France Louis Échelard, de la maire de Rennes Nathalie Appéré et du président de Rennes Métropole Emmanuel Couet.

## Publication
- François Régis Hutin, S.O.S. Éthiopie, éd. Ouest-France, 1985.